# Parafia greckokatolicka Przeniesienia Relikwii św. Mikołaja Cudotwórcy w Guzicach
Parafia greckokatolicka Przeniesienia Relikwii Św. Mikołaja Cudotwórcy w Guzicach – parafia greckokatolicka w Guzicach. Parafia należy do eparchii wrocławsko-koszalińskiej i znajduje się na terenie dekanatu zielonogórskiego. Proboszczem jest ksiądz Andrij Bunzylo.

## Historia parafii
Parafia Greckokatolicka Przeniesienia Relikwii Św. Mikołaja Cudotwórcy funkcjonuje od 1994 r., księgi metrykalne są prowadzone od 1994.

## Świątynia parafialna
Nabożeństwa odbywają się w kaplicy rzymskokatolickiej.